# Panthiades eribaea
Panthiades eribaea är en fjärilsart som beskrevs av William Chapman Hewitson 1867. Panthiades eribaea ingår i släktet Panthiades och familjen juvelvingar. Inga underarter finns listade i Catalogue of Life.